# Le Regret de Paris
Le Regret de Paris est un roman de Jean Loubes publié en 1945 aux éditions Fasquelle et ayant reçu le prix des Deux Magots l'année suivante.

## Éditions
- Le Regret de Paris, éditions Fasquelle, 1945.